# 杜天文
杜天文（1926年9月5日—2017年9月26日），男，山西定襄人，中国作曲家，一级作曲，中国舞蹈家协会理事，四川省文学艺术界联合会原副主席。